# Район Янпу
Янпу (кит.: 楊浦區) —- район Шанхая, КНР. Площа району 60.73 км², населення 1,243,800.
Територія району поділена на 11 округів і 1 місто.

## Географія
Район Янпу розташований на півночі міста і займає площу 60.73 км², На сході та на півдні кордоном з районом Пудун слугує річка Хуанпу, на південному заході межує з районом Хункоу, на північному заході з районом Баошань.

## Транспорт
На узбережжі річки Хуанпу розташовані вантажні причали.
Район Янпу з'єднано з Пудуном мостом Янпу та тунелем.
3,4 та 8 лінії метро з'єднують Янпу з іншими районами міста.

## Освіта
На території району розташовані два університети: Фуданський університет та Університет Тунцзі.
1. ↑  国务院第七次全国人口普查领导小组办公室 中国人口普查分县资料—2020 — 北京市: 中国统计出版社, 2022. — 983 с. — ISBN 978-7-5037-9772-9